# مایکل رومئو
مایکل جیمز رومئو (به انگلیسی: Michael James Romeo) ملقب به مایکل رومئو متولد ۶ مارچ ۱۹۶۸ در نیویورک آمریکا است. او نوازنده گیتار گروه پروگرسیو متال سیمفونی ایکس است، او گروه را در ۱۹۹۴ راه‌اندازی کرد و تا به امروز با سیمفونی ایکس همکاری می‌کند.
مایکل موسیقی را از ۱۰ سالگی با نواختن پیانو آغاز کرد، اگر چه کلارینت هم سازی بود که او در آن زمان فرا می‌گرفت. پس از شنیدن آلبومی از گروه کیس به فراگیری گیتار علاقه‌مند شد و در ۱۲ سالگی او اولین گیتار الکتریک خود را خرید. او تحت تاثیر موسیقی گروه‌هایی چون کیس، لد زپلین، راش، ای سی/دی سی، بلک سبت و آیرون میدن قرار داشت.